# 黑格勒溪 (亞利桑那州)
黑格勒溪（英語：Haigler Creek）是位於美國亞利桑那州希拉縣的一個人口普查指定地區。根據2010年美國人口普查，該地共人口500人，而該地的面積約為4.17平方千米。

## 地理
黑格勒溪的座標為34°12′23″N 110°58′24″W / 34.20639°N 110.97333°W，而該地最高點為海拔高度878米（即2881英尺）。